# 长茎马先蒿
长茎马先蒿（学名：Pedicularis longicaulis）为列当科马先蒿属的植物，是中国的特有植物。分布于中国大陆的云南等地，生长于海拔2,100米的地区，目前尚未由人工引种栽培。
其种加词“Longicaulis”意为“长茎的”。